# Rogów Opolski
Rogów Opolski (niem. Rogau) – wieś w Polsce, położona w województwie opolskim, w powiecie krapkowickim, w gminie Krapkowice.
Od 1950 miejscowość administracyjnie należy do województwa opolskiego.

## Nazwa
W 1295 w księdze łacińskiej Liber fundationis episcopatus Vratislaviensis (pol. Księga uposażeń biskupstwa wrocławskiego) wymieniających miejscowości płacące dziesięcinę wieś wymieniona jest jako Rogow we fragmencie Rogow decima more polonico.
| SIMC    | Nazwa   | Rodzaj     |
| ------- | ------- | ---------- |
| 0497319 | Posiłek | przysiółek |
| 0497325 | Skała   | przysiółek |

## Historia
Tereny Rogowa Opolskiego były zamieszkane od dawna. Przeprowadzono tutaj wykopaliska archeologiczne, podczas których znaleziono części naczyń glinianych, pochodzących z pierwszych wieków naszej ery. Znaleziono także miecz żelazny o długości 95 cm, pochodzący z XI wieku. W średniowieczu Rogów miał być siedzibą Templariuszy, którzy mieli wybudować tutaj zamek wodny, a z tego zamku miały prowadzić podziemne ganki do zamków w Otmęcie, Krapkowicach oraz do strażnicy Tempelberg nad Odrą w Obrowcu. Jednak nie ma na to potwierdzających dokumentów. W 1335 roku pierwszy raz został wzmiankowany murowany kościół parafialny, wówczas należący do parafii w Głogówku. Samodzielna parafia w Rogowie została ponownie erygowana w 1926 roku. Według topografii Śląska w 1845 roku było wtedy 61 budynków i 785 mieszkańców. Od grudnia 1989 roku w Rogowie wydawano kwartalnik „Nowiny Rogowskie”.

## Zabytki
Do wojewódzkiego rejestru zabytków wpisane są:
- kościół par. pw. śś. Filipa i Jakuba, XIII w., XVI w., XX w.
- zespół zamkowy, z XV-XIX/XX w.:
  - zamek, obecnie pałac, który jest własnością Wojewódzkiej Biblioteki Publicznej w Opolu. W zamku mieszczą się najcenniejsze zbiory biblioteczne: starodruki, rękopisy, grafika i kartografia zabytkowa.
  - park znajduje się wokół zamku w Rogowie Opolskim, ma powierzchnię około 20 ha. Park ten powstał w latach 70. XIX w. z ogrodu pochodzącego z 1. połowy XVIII w. W XX wieku przy pałacu założono ogród w stylu historyzmu. Dokoła pałacu rozciąga się fosa z mostem kamiennym, poniżej dziedzińca rozmieszczone są tarasy ogrodowe odgradzające teren dawnego koryta Odry. Nieopodal pałacu zachowała się kaplica grobowa. Park posiada zachowany dawny układ komunikacyjny i liczne okazy starodrzewia, m.in.: buk pospolity, dąb burgundzki, dąb szypułkowy, miłorząb dwuklapowy, tulipanowiec amerykański. Na terenie parku są pozbawione wody stawy, które obecnie zarosły roślinnością bagienną[7].
  - most
  - tarasy z murami oporowymi
  - kaplica grobowa, z poł. XIX w.
  - pawilon ogrodowy „Kavallerhaus”
  - ogrodzenie z gloriettą, z XIX/XX w.

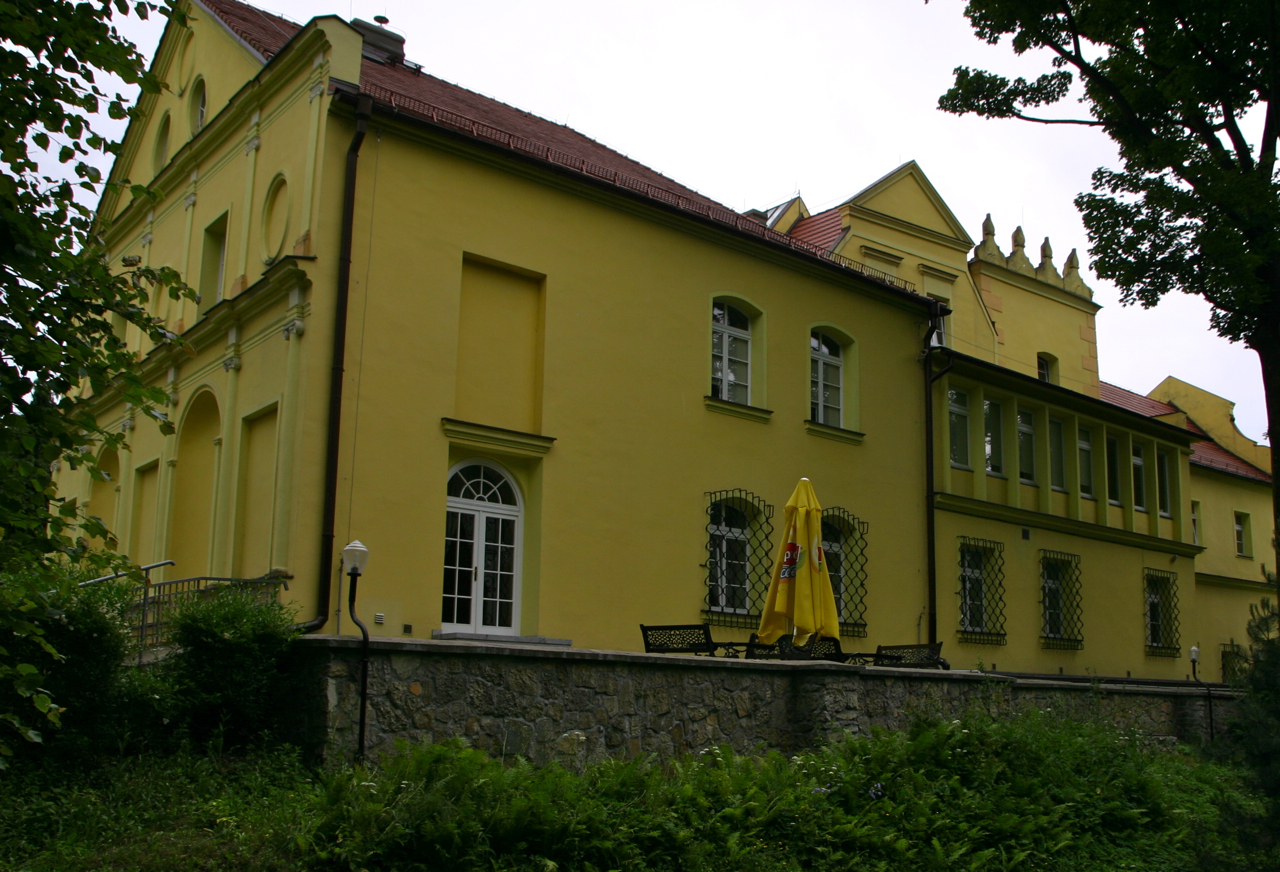
Zamek
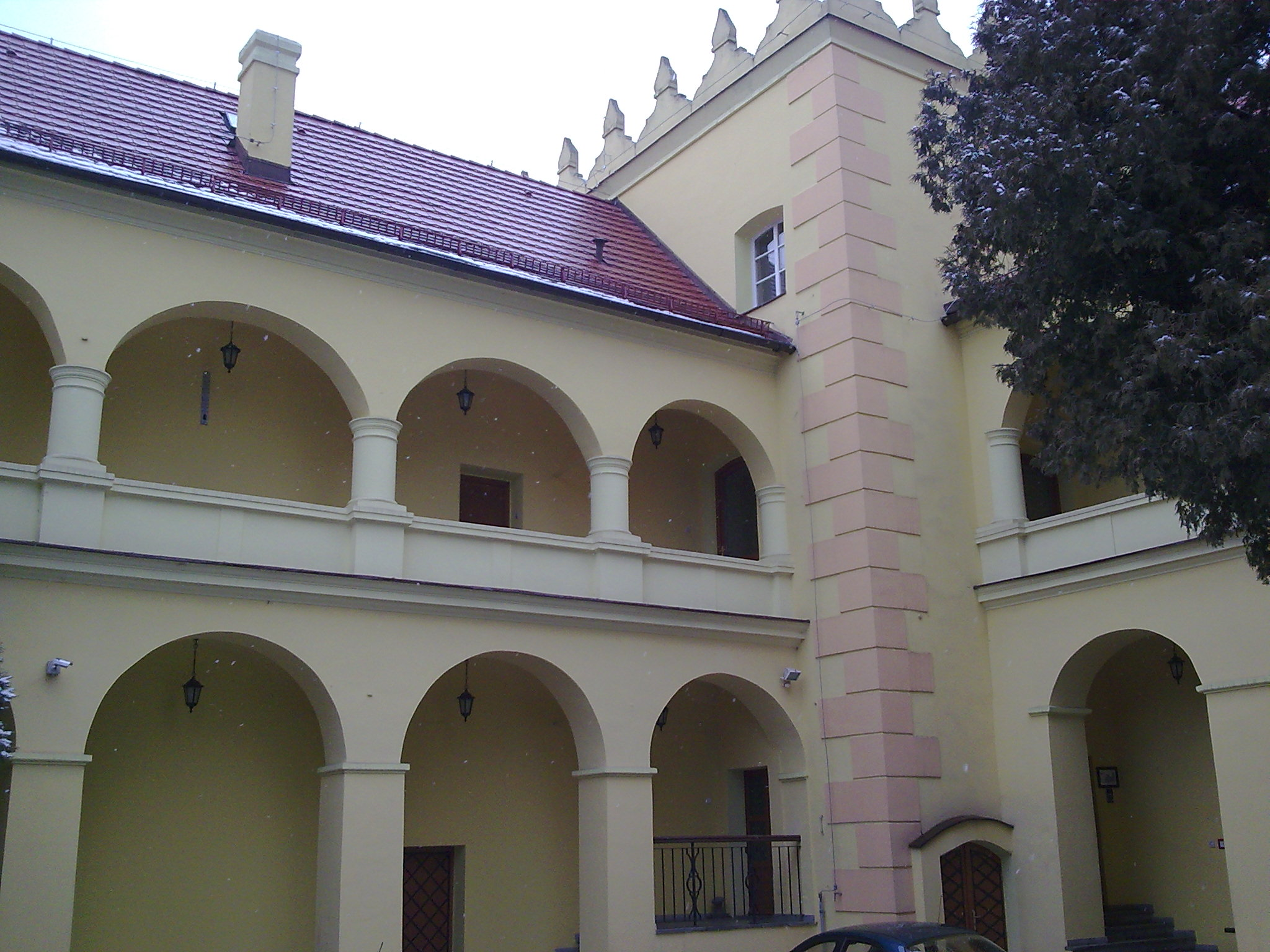
Zamek - arkady
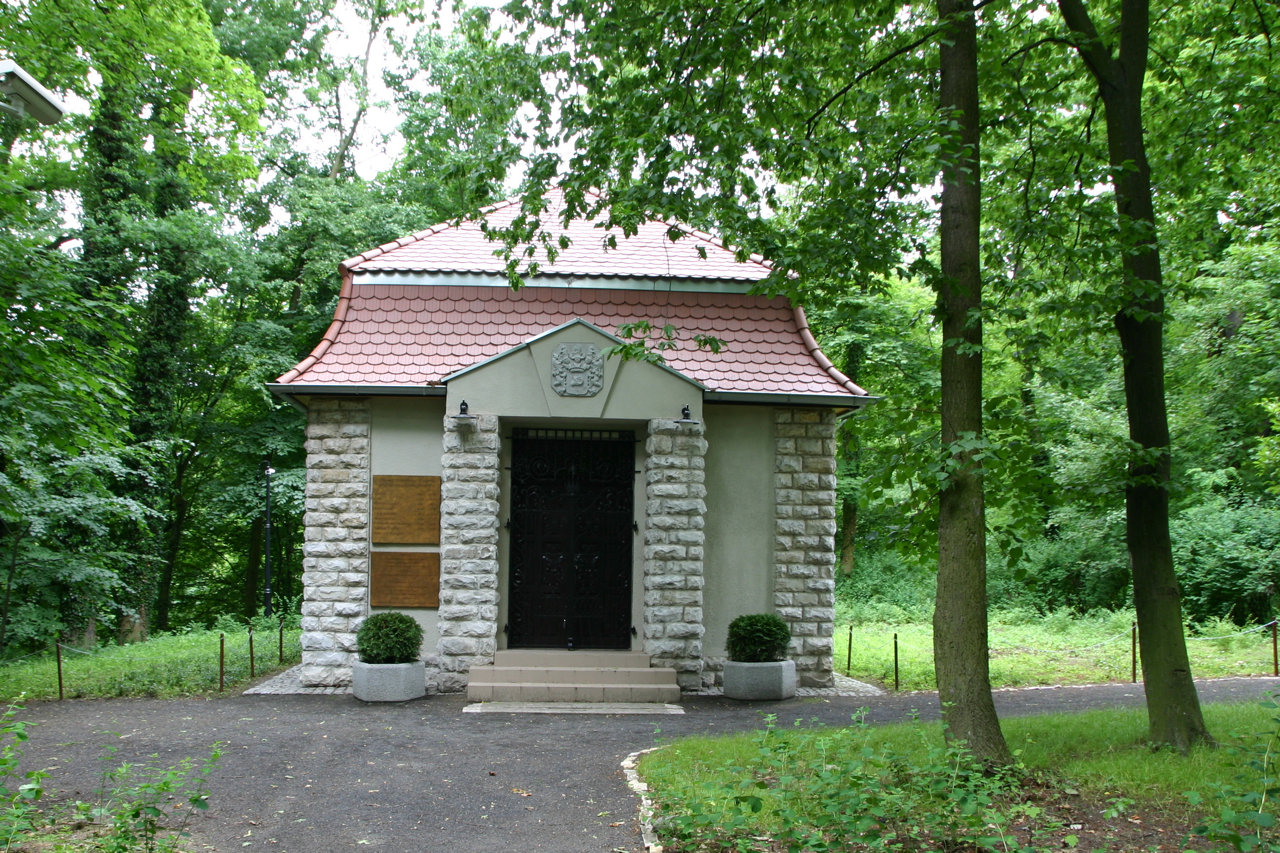
Kaplica z herbem von Haugwitz
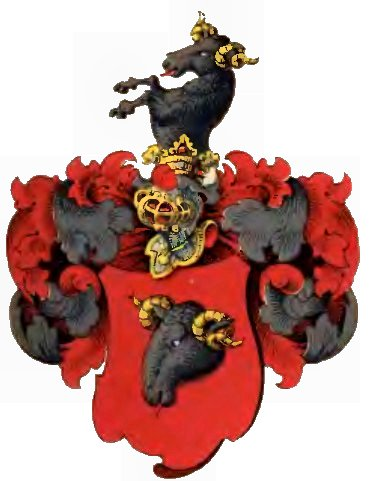
Herb Haugwitz
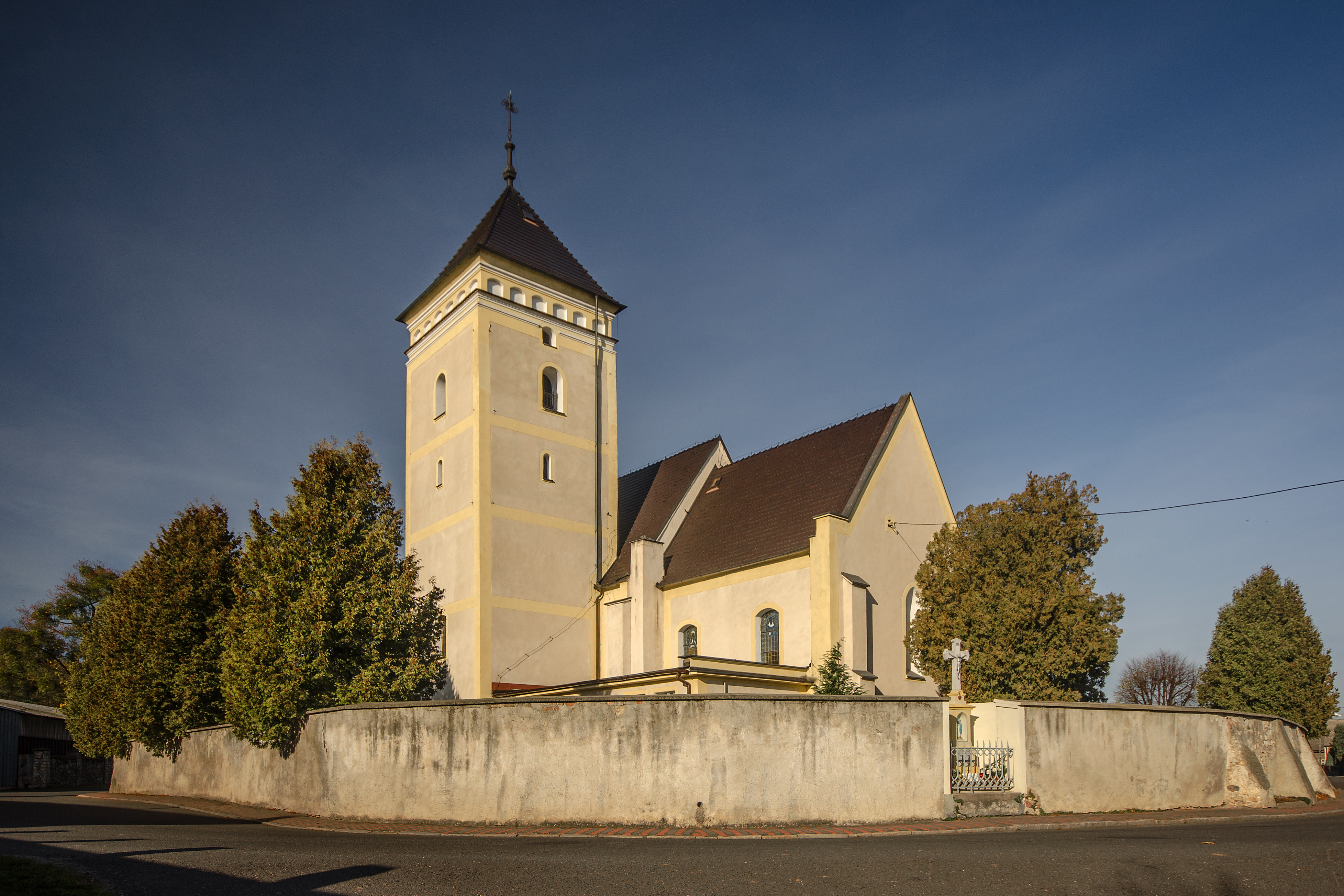
Kościół pw. śś. Filipa i Jakuba St.

## Kamieniołomy wapieni
We wsi zachowały się dwa duże, wyrobiska po kamieniołomach wapieni środkowtriasowych ze zjawiskami krasowymi oraz piaskownia.

## Instytucje publiczne
W Rogowie Opolskim znajdują się:
- przedszkole
- szkoła podstawowa
- ośrodek zdrowia
- poczta
- remiza OSP
- sklep